# フランチェスコ・ドゥランテ
フランチェスコ・ドゥランテ（伊: Francesco Durante, 1684年3月31日 - 1755年8月13日）は、イタリア後期バロック音楽の作曲家。

## 経歴
ナポリの北15kmのフラッタマッジョーレ出身。幼くしてナポリのイエス・キリスト貧民音楽学校（ポヴェリ・ディ・ジェス・クリスト音楽院）に入学し、ガエターノ・グレコの指導を受ける。後にサントノフリオ音楽院でアレッサンドロ・スカルラッティに師事。ローマでベルナルド・パスクィーニやジュゼッペ・オッターヴォ・ピトーニにも師事したと推測されているが、その証拠文書は存在しない。
1725年にサントノフリオ音楽院においてスカルラッティの後任教授として1742年まで留任し、その後ニコラ・アントニオ・ポルポラの後任院長として、やはりナポリの、サンタ・マリア・ディ・ロレート音楽院に転出した。ナポリで没するまでこの職務にあたっている。

## 作品と評価
ドゥランテの全作品のうち、ほとんど全ての宗教曲が、ナポリの美術蒐集家ガスパーレ・サルヴェッジによってパリ図書館に贈られた。作品一覧はフランソワ＝ジョゼフ・フェティスの『万国音楽家列伝』に見出される。ウィーンの皇室図書館もドゥランテの自筆譜の貴重なコレクションを所蔵している。2つのレクイエムといくつかのミサ曲、預言者エレミアの哀歌は、とりわけ重要な作品である。
ドゥランテが舞台音楽を作曲しなかったというのは事実だが、そのために宗教音楽の大家として過大評価される結果となった。バロック音楽とその時代様式の教会音楽の作曲家の中で、ドゥランテが最上の一人であったのは間違いないが、レオナルド・レーオやアレッサンドロ・スカルラッティに比べれば見劣りするというのがこんにちの評価であり、イタリアの教会音楽に感傷趣味の流派を打ち立てたように見なされている。感傷的な作風は、ドゥランテの人柄の反映でもあった。つまり、知的で教養深いわけではないが、真面目で熱烈という性格である。ヨハン・アドルフ・ハッセは、ドゥランテの「イタリア随一の和声の大家」という評価に異議を唱えて、アレッサンドロ・スカルラッティこそそれにふさわしいと訴えた。
ドゥランテは生涯に3度結婚している。
教師としての名声はかなりのもので、門弟にニコロ・ヨンメッリ、ジョヴァンニ・パイジエッロ、ジョヴァンニ・バッティスタ・ペルゴレージ、ニコロ・ピッチンニ、レオナルド・ヴィンチらの高弟がいる。恩師スカルラッティが門人を個別に扱ったのとは対照的に、むやみと規則の遵守を言い張るところがあった。

## メディア
Vergine tutto amore - 愛に満ちた処女よ